# Классификация
Классифика́ция, также классифици́рование (от лат. classis «разряд» и facere «делать») — понятие в науке (в философии, в формальной логике и пр.), обозначающее разновидность деления объёма понятия по определённому основанию (признаку, критерию), при котором объём родового понятия (класс, множество) делится на виды (подклассы, подмножества), а виды, в свою очередь, делятся на подвиды и т. д.

## Описание
Классификация широко применяется как в науке (особенно, в естественных науках), так и в практической деятельности, причём научные классификации отличаются более устойчивым характером, поэтому сохраняются долгое время. Например, классификация химических элементов, созданная Д. И. Менделеевым продолжает дополняться по сей день.
В классификации важное значение имеет выбор основания (критерия, признака) деления предмета. Основание может быть существенным и несущественным. Классификация выполненная по существенному признаку называется естественной, классификация выполненная по несущественному признаку — искусственная (или, вспомогательная) классификация.
Одной из трудностей, которая возникает при классификации, является переходная форма. Например, при классификации прав и свобод человека и гражданина свобода слова может быть отнесена как к естественным (врождённым) правам, так и к политическим правам.
В зависимости от широты классификации могут быть энциклопедическими (универсальными) и специальными (отраслевыми), включающими классификации узкого круга однородных явлений.

## Правила классифицирования (деления объёма понятия)
Так как классификация является разновидностью деления понятия, то ей присущи все правила, используемые при операции деления объёма понятий.
1. Как и при делении, классификацию необходимо проводить только по одному конкретному основанию. Если данное правило будет нарушено, то произойдёт пересечение понятий[6]. Например, в делении «Бумага делится на белую, чёрную, толстую, тонкую» допущена ошибка, так как деление произведено не по одному основанию, а сразу по двум. То есть, первое основание — цвет, вторым основанием является толщина. Так, бумага может быть белой и толстой, чёрной и тонкой, или наоборот.
2. Необходимо соблюдать соразмерность деления[6][7], то есть сумма членов классификации должна равняться объёму родового понятия (класса, множества). Возможные ошибки при несоблюдении данного правила:
* Неполная (узкая) классификация. То есть объём видовых понятий в результате классификации не исчерпывают объём делимого понятия. Например, в классификации «Литературные жанры по содержанию делятся на трагедии, комедии, ужасы» не указан жанр — драма.
* Классификация с лишними видовыми понятиями. Примером данного вида ошибок является деление «Компьютеры делятся на настольные, мобильные, переносные и персональные», в котором «персональные» компьютеры является лишним видовым понятием.
3. Члены классификации должны взаимно исключать друг друга.
4. Подразделение на подклассы должно быть непрерывным[7].

## Примеры классификаций
Примеры некоторых классификаций:
- Классификации растений
- Классификация автомобилей
- Классификация танков
- Классификация товаров
- Классификация документов
- Классификация минералов
- Классификация ценных бумаг
- Анатомо-терапевтическо-химическая классификация
- Генеалогическая классификация языков
- Генетическая классификация языков
- Спектральная классификация звёзд
- Библиотечно-библиографическая классификация
- Универсальная десятичная классификация
- Геохимические классификации элементов
- Фасетная классификация
- Международная классификация болезней
- Международная патентная классификация
- Биологическая классификация
- Психологические типологии
- Классификация объектов корпоративной собственности